# Aviazione Antisom
L'Aviazione Antisommergibile o "Aviazione per la Marina" (Marinavia) è parte dell'Aviazione di marina italiana, e ha il compito di condurre operazioni aeree antisommergibile e di concorso alle forze navali di superficie, utilizzando velivoli da pattugliamento marittimo.

Stemma dell'88º Gruppo Antisom

Dipende organicamente dall’Aeronautica Militare, con il diritto di esercitare il comando dei Gruppi e delle Squadriglie, e operativamente dalla Marina Militare Italiana. Il personale impiegato appartiene per il 50% a ciascuna delle due forze armate ed il capoequipaggio è l'ufficiale più anziano.

## Storia

### L'aviazione ausiliaria
Le origini risalgono all'Aviazione ausiliaria per la Regia Marina (MARINAVIA) che fu una delle componenti dell'aviazione militare italiana dal 1925 al 1943, utilizzata principalmente per la ricognizione marittima.
Nel 1923, quando il Servizio Aeronautico del Regio Esercito venne soppresso, per costituire la Regia Aeronautica, l'Aviazione Navale della Regia Marina, costituita nel 1913, mantenne inizialmente la sua autonomia.
Con il regio decreto del 4 maggio 1925 n.627 che definì ulteriormente la struttura della Regia Aeronautica, l'"Aeronautica per la Regia Marina" era composta da 35 squadriglie su 9 gruppi e 4 stormi, e con 6 dirigibili in 2 gruppi in uno Stormo.

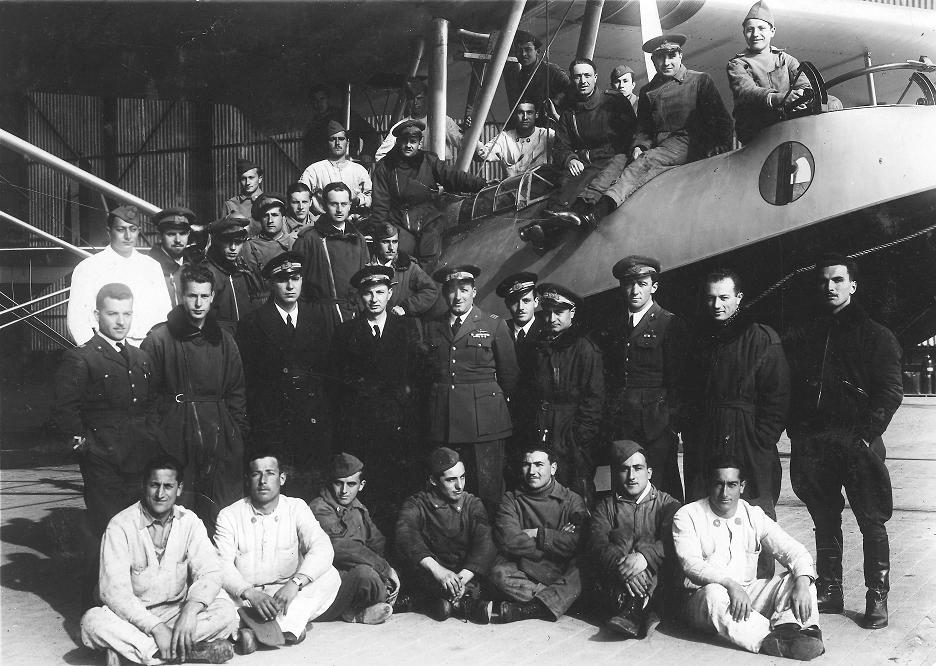
Un CANT Z.501 nel 1935, con schierati davanti equipaggio di volo ed equipaggio di terra; le divise più scure sono della Regia Marina che forniva gli osservatori.

Con la legge n° 38 del 1931 che ridefinì i compiti e la struttura dell'Aviazione per la Regia Marina, intanto la forza aerea della Regia Marina venne messa sotto le dipendenze di un generale della Regia Aeronautica, con gli ufficiali piloti della Regia Marina chiamati a svolgere funzioni di "osservatore" dall'aeroplano e responsabili delle missioni.
Tali funzioni continuarono ad essere svolte anche quando una legge del 1937 assegnò definitivamente alla Regia Aeronautica tutti i velivoli aerei militari.
L'Aviazione ausiliaria per la Marina divenne una delle tre specialità della Regia Aeronautica e lo restò fino al settembre 1943. Si occupava principalmente di ricognizione marittima. Inoltre vi erano delle sezioni di ricognitori imbarcati sulle navi della marina.
Il "Comando superiore dell'aviazione per la Regia Marina", abbreviativo MARINAVIA, fu creato nel 1939 in seno a Supermarina, per assicurare una più stretta collaborazione tra le due armi, e comandato da un generale dell'Aeronautica.

### L'aviazione per la Marina
Nell'immediato dopoguerra nel settembre 1950 la portaerei americana Mindoro era giunta a Brindisi con un carico di Curtis S2C-5 e North American F.51D assegnati con commessa MDAP all’Aeronautica Militare; i primi 24 esemplari del monorotore S2C-5 furono assegnati all’Italia il 16 settembre 1950 e costituirono l'86º Gruppo antisommergibile dell'aeroporto di Grottaglie.
La dotazione prevista dalle cessioni MDAP si completò tra gennaio e marzo 1952 con l’arrivo di altri 16 velivoli; il 15 luglio 1952 venne costituito a Catania Fontanarossa l'87º Gruppo con il trasferimento della 164ª squadriglia da Grottaglie. L’aggregazione di altri due aerei il 4 agosto 1953 ha invece una storia diversa.

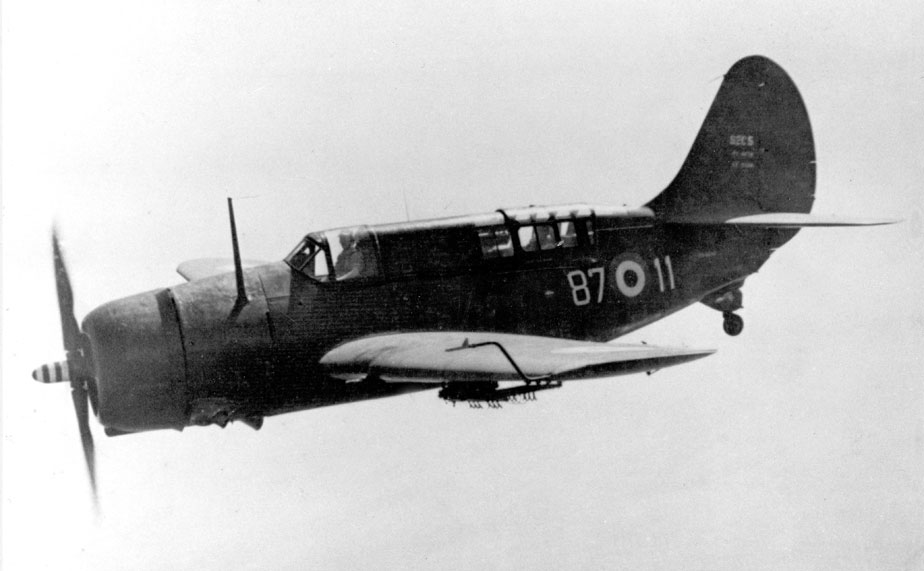
S2C-5 Helldiver dell'87º Gruppo Antisom

Nel settembre 1956 fu emanata una legge con la quale veniva confermava all'Aeronautica Militare la gestione esclusiva dei velivoli ad ala fissa con peso superiore ai 1.500 chilogrammi, svincolando le altre due Forze Armate, l'Esercito e la Marina Militare, dalle restrizioni legate all'acquisizione e l'utilizzo dei mezzi ad ala rotante o fissa, purché di peso inferiore ai 1500 chilogrammi.
Nell’occasione rimase tuttavia in sospeso la questione degli aerei antisommergibili: infatti i primi mezzi assegnati a questa missione; si trattava di 18 Curtiss S2C-5 Helldiver, ceduti in conto Military Defense Aid Program dagli Stati Uniti nel 1952, che erano stati presi in carico dall'Aeronautica Militare, anche se impiegati in ambiente marittimo.
Risolte le formalità burocratiche per permettere il passaggio dei due Curtis tra M.M.I. ed A.M.I., i due velivoli arrivarono a Grottaglie nell’agosto del 1953 e le divergenze tra le due forze armate furono appianate definitivamente il 7 ottobre 1957 con la creazione dell’Aviazione Antisommergibili.
La dotazione completa degli S2C-5 alla fine fu di 42 aeromobili.
Tra febbraio e maggio 1953 erano stati assegnati all'Italia, in conto MDAP, 22 dei 48 previsti velivoli Lockheed PV-2 "Harpoon" e distribuiti tra l’86°, l’87° e l’88º gruppo; si trattava di un pattugliatore marittimo bimotore, operante da basi a terra

#### L'Aviazione Antisom
Per risolvere la questione venne emanata la Legge N. 968 del 7 ottobre 1957, con la quale veniva creata l'Aviazione Antisommergibili, per molti versi unica dal punto di vista organico anche rispetto ad altri paesi stranieri. Con tale provvedimento l'assegnazione dei velivoli veniva affidata all'Aeronautica Militare in virtù della citata la legge del 1956, la quale si assunseva l'intera responsabilità logistica, finanziaria e la manutentenzione dei velivoli da pattugliamento marittimo, mentre alla Marina Militare veniva attribuita la responsabilità del loro impiego operativo.
Con la Legge N. 968 del 7 ottobre 1957 avvenne inoltre, la costituzione di un Ufficio, l'Ufficio dell’Ispettore dell’Aviazione per la Marina, posto alle dirette dipendenze del Capo di Stato Maggiore dell'Aeronautica, retto da un Generale pilota dell'Aeronautica Militare. L'Ufficio conduce attività di coordinamento tra le due Forze Armate per tutte le attività relative all'impiego, all'addestramento ed alle funzioni tecnico/logistiche della Componente.
L'11 luglio 1956 lo Stato Maggiore della Marina Militare comunicò che al posto dei 18 pattugliatori PV-2 previsti per il 1956 sarebbero stati assegnati in ambito MDAP sei bimotori Grumman S2F-1; in tolale da marzo 1957 fino a maggio 1959 ne furono trasferiti in Italia 20 esemplari, basati all'aeroporto di Napoli Capodichino; la 161ª squadriglia dell'86º Gruppo di Grottaglie, dopo aver consegnato gli ultimi quattro Harpoon PV-2 all'87º gruppo di Catania Fontanarossa, si trasferì all'aeroporto partenopeo seguita il 10 agosto 1956 del suo personale operativo per iniziare la transizione sugli S2F-1 e il 20 febbraio 1957 anche gli appartenenti alla 162ª squadriglia e lo stesso Comando dell'86º gruppo con Bandiera di guerra lasciò Grottaglie per insediarsi a Capodichino.

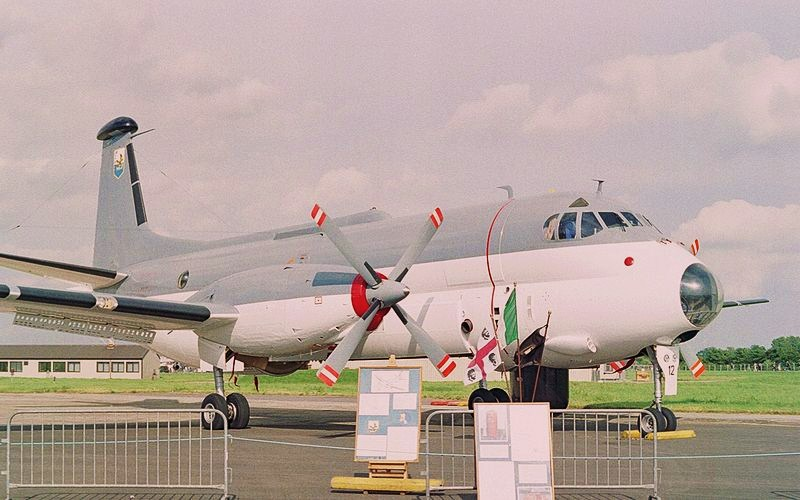
BR 1150 Atlantic del 30º stormo nel 1993

Il 1º ottobre 1965 venne costituito a Catania, con disposizione dello Stato maggiore dell'Aeronautica Militare, il 41º Stormo con l'87º Gruppo, operante dall'Aeroporto di Sigonella, e l'88º Gruppo Antisommergibile operante da Catania Fontanarossa, entrambi equipaggiati con velivolo "Grumman S2F-1 Tracker".
Nel corso della seconda metà degli anni sessanta si pose il problema di sostituite i "Grumman S2F-1 Tracker" e nel 1972 il 41º stormo ricevette i nuovi pattugliatori marittimi Breguet 1150 Atlantic. L'Italia firmò un ordine di diciotto velivoli, posti in produzione a partire da gennaio del 1972, con il primo dei BR-1150 che giunse all'aeroporto di Sigonella il 27 giugno 1972; tutti gli altri vennero consegnati tra il 1972 ed il 1974: nove esemplari destinati all'88º Gruppo del 41º Stormo di Catania Sigonella e altrettanti esemplari all'86º Gruppo del 30º Stormo di Cagliari Elmas costituito il 1º gennaio 1973.
Il 31 agosto 1978 l'87º Gruppo venne posto in posizione quadro.
Il 30º Stormo è stato sciolto il 31 luglio 2002, trasferendo l’86º Gr. A/S ed i suoi velivoli, BR-1150 “Atlantic”, presso il 41º Stormo, sull'Aeroporto di Sigonella dove è stata accorpata la componente antisommergibile, con conseguente ristrutturazione e l'86º assunse la denominazione di 86º Gruppo C.A.E. ("Centro Addestramento Avanzato") per l'addestramento degli equipaggi.

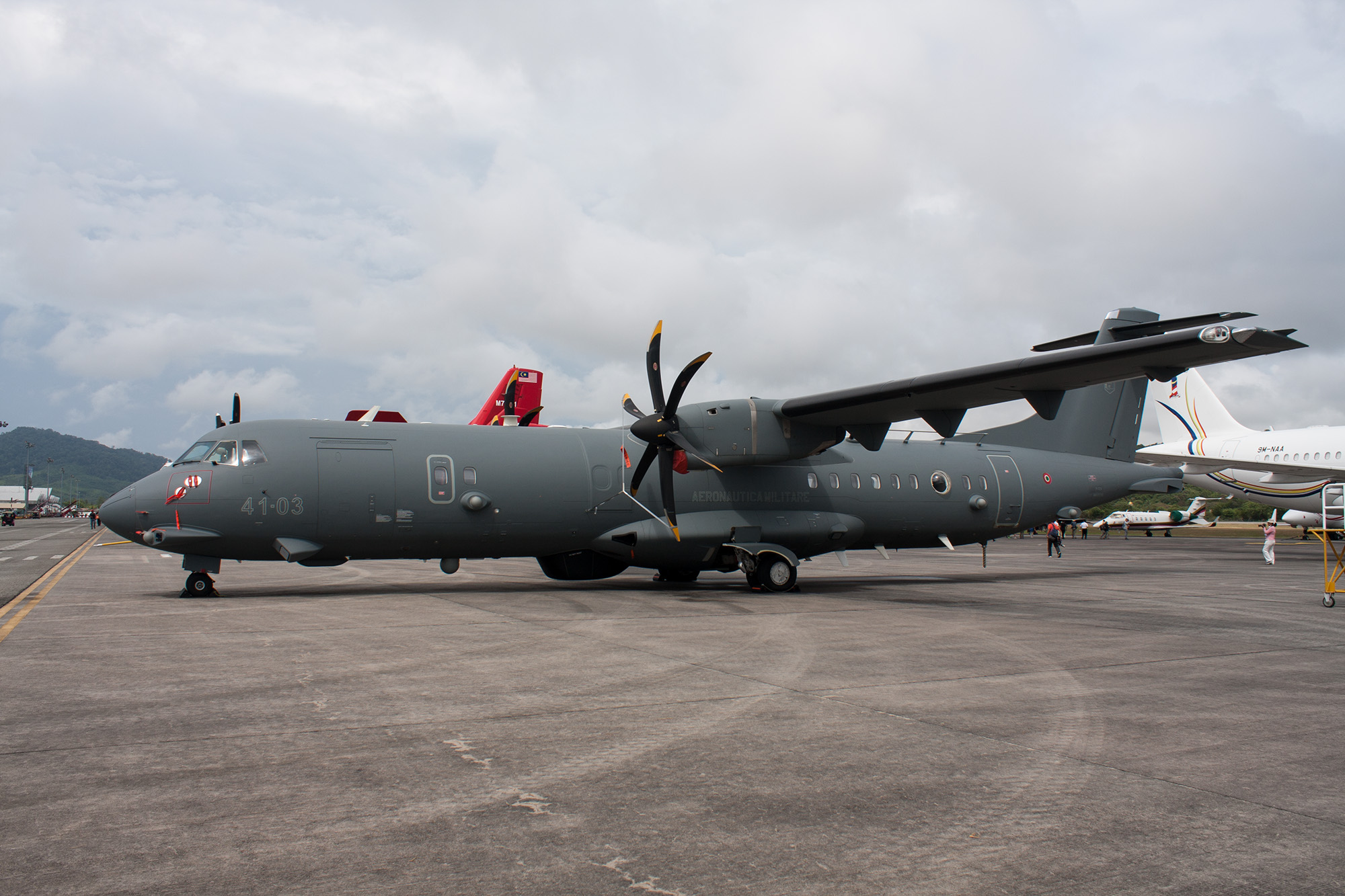
ATR P-72A del 41º Stormo

L'88º Gruppo di volo, che opera con equipaggi misti Aeronautica-Marina, è posto alle dipendenze operative della Aviazione Navale della Marina Militare.
Dal 31 dicembre 2013 il comandante del 41º Stormo è contemporaneamente al comando dell'Aeroporto di Sigonella, che ospita anche la Naval Air Station Sigonella (NAS Sigonella) della U.S. Navy che dipende operativamente dal Comandante Forze Navali Militari degli USA, di stanza in Europa.
Dal 2016 sono andati progressivamente in congedo i BR 1150 Atlantic, sostituiti con i ATR P-72 A Surveyor.

## Reparti storici
- 30º Stormo
  - 86º Gruppo
- 41º Stormo
  - 88º Gruppo
  - 87º Gruppo

## Comandante
A un generale pilota dell'Aeronautica Militare è affidato il coordinamento tra le due forze armate per tutte le attività relative all'impiego, all'addestramento ed alle funzioni tecnico/logistiche, con la carica di Ispettore dell'Aviazione per la marina. L'Ufficio dell'Ispettore ha sede a palazzo Marina.
L'attuale Ispettore è, dal 2020, il generale di brigata aerea Francesco Saverio Agresti.